# Sekyere sud
Le district de Sekyere sud  (officiellement Sekyere South District, en Anglais) est l’un des 27 districts de la Région d'Ashanti au Ghana.
Autrefois appelé district de Afigya-Sekyere, il détient le record pour la Région d'Ashanti du nombre d'école avec 329 écoles de toutes sections sur son territoire malgré sa population relativement peu élevée.

## Villes et villages du district
| - Agona - Wiamoase - Jamasi - Kona - Asamang - Bepoase - Tetrem - Kyekyewere | - Bipoe - Tano Odumase - Ahenkro - Boanim - Aframanso - Boamang - Kwamang | - Konya/Brenhoma - Amoako - Bedomase - Nkwantakese - Morso - Dome - Funifuni | - Kokoteasua - Domeabra - Tabre - Akrofosu - Dawu - Caanan - Akrofonso |

## Sources
- GhanaDistricts.com